# Татубаев, Саиль Садырбекович
Саи́ль Садырбе́кович Татуба́ев (1962—2010) — казахстанский певец, солист группы Oriental Sound, кандидат филологических наук.

## Биография
Родился 24 апреля 1962 года в семье известного оперного певца, солиста Казахского государственного академического театра оперы и балета имени Абая Садырбека Татубаева и преподавателя английского языка С. Г. Ахметовой. Происходит из подрода жалыкпас рода Каракесек племени Аргын.
После окончания Алма-Атинского педагогического института иностранных языков поступил в аспирантуру Московского государственного лингвистического университета, окончив которую, успешно защитил кандидатскую диссертацию.
Однако унаследованные от отца любовь к музыке и пению взяла верх, и Саиль стал петь на эстраде.
С. Татубаев был солистом группы Oriental Sound (создана в 1988 году), солистом Президентского оркестра Республики Казахстан, неоднократно выступал на фестивале «Алматы — моя первая любовь», великолепно исполнил партию моря в первой казахской рок-опере «Такыр».
Умер 20 июня 2010 года в г. Алма-Ате в возрасте 48 лет после тяжёлой продолжительной болезни.

## Дискография
- Tales of Eurasia. Oriental Sound. (Another lullaby, The skies won’t open, Clumsy, Follow me, D.O.G. Man (Death — or — Glory), Again, Engagement, Ad astra, Talelike — taillike). — KMI Studio, Almaty, Kazakhstan. (2000). (англ.)

## Труды
- Татубаев, С. С. Роль просодии в организации пятистрочной строфы (на материале английской лирической поэзии XX века) : Автореф. на соиск. уч. степени канд. филол. наук. — М., 1993.